# براندون بويد
براندون بويد (بالإنجليزية: Brandon Boyd) هو رسام ومغني وموسيقي وكاتب أغاني أمريكي، ولد في 15 فبراير 1976 في فان نويس في الولايات المتحدة.

## وصلات خارجية
- براندون بويد على موقع IMDb (الإنجليزية)
- براندون بويد على موقع ميوزك برينز (الإنجليزية)
- براندون بويد على موقع رولينغ ستون (الإنجليزية)
- براندون بويد على موقع إن إن دي بي (الإنجليزية)
- براندون بويد على موقع أول ميوزيك (الإنجليزية)
- براندون بويد على موقع ديسكوغز (الإنجليزية)
- براندون بويد على موقع قاعدة بيانات الفيلم (الإنجليزية)